# Victor Leury
Victor Paul Leury (* 1921; † 6. Oktober 1986 in Calgary, Alberta) war ein kanadischer Eishockey-Schiedsrichter. Während er in den 1950er und 1960er Jahren als Soldat in Deilinghofen stationiert war, leitete er Partien der Bundesliga. Von 1961 bis 1962 war er der erste Seniorentrainer des EC Deilinghofen.

## Karriere
Als 25-Jähriger pfiff Victor Leury zum ersten Mal ein Eishockey-Spiel auf höherem kanadischen Niveau. Es folgten wöchentlich vier bis fünf Partien, nach denen er nachts teilweise mehr als 200 Kilometer zurücklegen musste, um am nächsten Tag pünktlich zum Dienst bei der Canadian Army zu erscheinen.
Ende der 1950er Jahre wurde der Sergeant ins Fort Prince of Wales in Deilinghofen versetzt. Der neu gegründete EC Deilinghofen beantragte daraufhin beim Deutschen Eissport-Verband eine Sondergenehmigung, um Leury als Schiedsrichter in Deutschland einsetzen zu dürfen. In den folgenden Jahren leitete er zahlreiche Partien im Bundesgebiet, bis hin zu Spielen der Bundesliga. Bei einem Unfall während eines Spiels verlor er im Jahr 1960 vier Zähne. Der damalige Torwart des EC Deilinghofen, Ekke Lindermann, war über ein Gegentor so aufgeregt, dass er seinen Schläger schwang und Leury, der gerade den Puck aus dem Netz holen wollte, traf. Nach diesem unbeabsichtigten Schlag lag der Unparteiische erst einige Minuten besinnungslos auf dem Eis, führte das Spiel gegen Preussen Krefeld aber doch noch zu Ende.
Zur Saison 1961/62 übernahm Leury das Traineramt beim EC Deilinghofen von Charles McCuaig, ebenfalls einem kanadischen Soldaten, der an einen anderen Standort versetzt worden war. In der ersten Saison in der Gruppenliga Nord führte er das Team mit 19:1 Punkten zu einem souveränen ersten Platz. In der Aufstiegsrunde zur Oberliga zeigte sich jedoch die Überlegenheit der bayerischen Mannschaften und der ECD wurde nur Vierter. Anschließend wurde Leury von Harry-Henry Craig, einem aktiven Spieler der Militärmannschaft, abgelöst. Wenig später kehrte er nach Kanada zurück, wo er sich nach seiner Pensionierung in Calgary niederließ.

## Familie
Leury war verwandt mit dem ehemaligen Vorsitzenden der Internationalen Eishockey-Föderation Bunny Ahearne, der Deilinghofen deshalb während seiner Amtszeit besuchte.